# Befehlshaber der Sicherung der Ostsee
Befehlshaber der Sicherung der Ostsee (B.S.O.) war eine Kommandobehörde der Kriegsmarine. Nicht zu verwechseln ist sie mit dem Befehlshaber der Seestreitkräfte der Ostsee, einem Bereichsbefehlshaber der Bundesmarine.

## Geschichte
Gegen Ende des Ersten Weltkrieges amtierte Hermann Nordmann-Burgau im Jahre 1918 als Befehlshaber der Sicherung der Ostsee. Bis Januar 1930 bestand ein Befehlshaber der Seestreitkräfte der Nordsee, welcher unter dem Kürzel B.S.O. bestand.
Zu Beginn des Zweiten Weltkrieges wurde die Dienststelle des B.S.O. neu eingerichtet. Sie war truppendienstlich der Marinestation der Ostsee und einsatzmäßig dem Marinegruppenkommando Ost unterstellt. Operativ unterstanden ihm der Führer der Minensuchboote Ost (im August 1940 aufgelöst) und der Führer der Vorpostenboote Ost. Truppendienstlich befehligte er die in der Ostsee befindlichen Minenabwehrfahrzeuge und U-Bootjäger, die im Januar 1940 unter dem Führer der Sonderverbände Ost zusammengezogen wurden. Neu eingerichtet und dem B.S.O. unterstellt wurde im August 1940 die Dienststelle Bewachungsverband Ostseezugänge (Bewa Ost).
Im Oktober 1940 wurde der B.S.O. mit seinem Stab als Befehlshaber der Sicherung West nach Frankreich verlegt. Ein neuer B.S.O.-Stab wurde aus dem bisher in Aalborg (Dänemark) stationierten Stab des Führers der Vorpostenboote Ost gebildet, mit dem bisherigen Führer der Minensuchboote Nord, Konteradmiral Hans Stohwasser, ab 14. Oktober 1940 als neuem B.S.O.
Als das Unternehmen Barbarossa im Mai 1941 vorbereitet wurde, entstanden im Bereich der östlichen Ostsee neue Sicherungsstrukturen, die nicht im Befehlsbereich des B.S.O. lagen. Im August 1942 wurde der Bewa Ost aufgelöst. Die Flottillen traten unmittelbar unter den B.S.O. Mit Wirkung vom 1. Oktober 1943 wurden die den Küstenbefehlshabern unterstellten Küstenschutzflottillen in Kiel, Swinemünde und Gotenhafen als Sicherungsflottillen dem B.S.O. unterstellt.
In der östlichen Ostsee wurde im Juni 1944 die 9. Sicherungs-Division aufgestellt. Sie unterstand bis November 1944 einsatzmäßig dem Kommandierenden Admiral Ostland. Am 2. Dezember 1944 wurde eine neue 10. Sicherungs-Division gebildet. Sie wurde dem Kommandierenden Admiral westliche Ostsee unterstellt. Die Dienststelle des B.S.O. wurde aufgelöst und der bisherige B.S.O. Hans Bütow und sein Stab übernahmen die Führung der 10. Sicherungs-Division.

## Befehlshaber
- Vizeadmiral Karlgeorg Schuster: von Oktober 1937 bis Oktober 1939
- unbekannt
- Konteradmiral/Vizeadmiral Hermann Mootz: von Januar 1939 bis Oktober 1940
  - Konteradmiral Hans Stohwasser: von Juli 1940 bis August 1940 in Vertretung
- Konteradmiral/Vizeadmiral Hans Stohwasser: von Oktober 1940 bis Juni 1944
- Konteradmiral Hans Bütow: von Juni 1944 bis Ende November 1944

## Chefs des Stabes
- Kapitän zur See Ernst Schirlitz: September/Oktober 1939
- Kapitän zur See Wilhelm Meisel: von Oktober 1939 bis September 1940
- Kapitän zur See Hellmuth Heye: September/Oktober 1940
- Kapitän zur See z. V. Helmut Leißner: von November 1940 bis März 1941
- Kapitän zur See Karl Arthur von Killinger: von März 1941 bis April 1944
- unbekannt